# Wiesmann

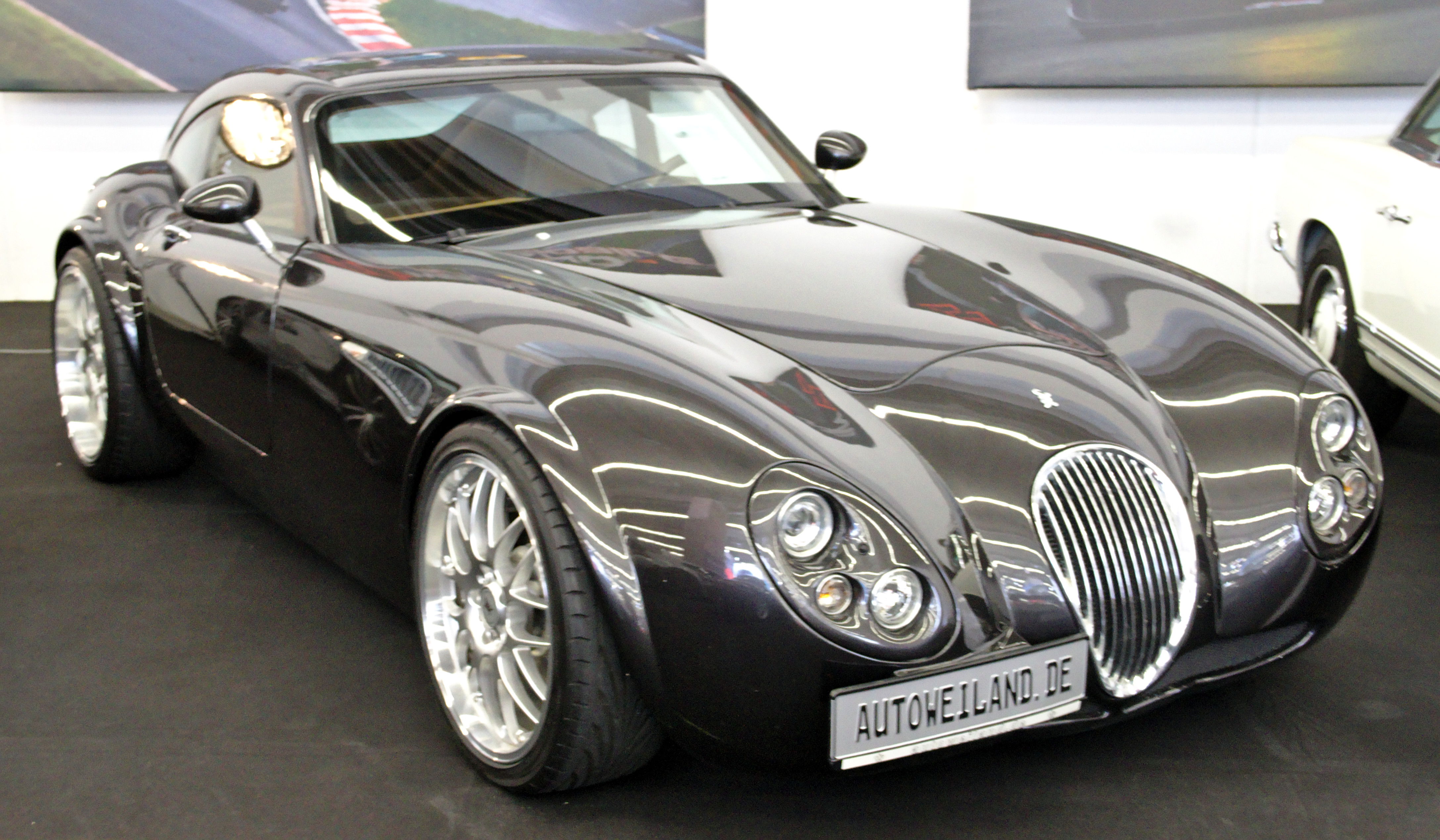
Wiesmann GT

Wiesmann – niemiecki producent klasycznych samochodów sportowych z siedzibą w Dülmen w landzie Nadrenia Północna-Westfalia. Przedsiębiorstwo założone zostało w 1988 roku. 14 sierpnia 2013 spółka złożyła wniosek o ogłoszenie upadłości.
W 2013 roku przedsiębiorstwo zatrudniało 110 osób. W swojej 25-letniej historii Wiesmann wyprodukował około 1600 samochodów.

## Lista modeli
- Wiesmann MF 30
- Wiesmann MF 3
- Wiesmann MF 28
- Wiesmann MF 35
- Wiesmann GT MF 5
- Wiesmann GT (znany też pod nazwą GT MF 4)